# Денисултанов, Артур Абдуллаевич
Артур Абдуллаевич Денисултанов (род. 5 сентября 1967 года, Гудермес) — российский и украинский преступник, обвинявшийся украинскими правоохранительными органами в покушении на убийство 1 июня 2017 года участников боевых действий на востоке Украины Амины Окуевой и Адама Осмаева. Известен под рядом других имён и фамилий благодаря огромному количеству фальшивых паспортов и нескольких случаях официальной смены фамилии. В криминальных и околокриминальных кругах фигурирует под прозвищем «Динго».

## Начало криминальной карьеры
Артур Абдуллаевич Денисултанов родился 5 сентября 1967 года в чеченском городе Гудермес. Его семья входила в тейп Ялхой, один из крупнейших в Чечне: к этому клану относился Юсуп-Хаджи Темирханов, осуждённый за убийство полковника Юрия Буданова. Дядя Артура, Султан Денисултанов, работал следователем Гатчинского МВД, а позже уехал в Финляндию, возглавив некую коллекторскую организацию. Родственники Денисултанова проживают в Курчалое. Окончив школу, в возрасте 17 лет Денисултанов уехал на какое-то время в Ленинград.
В 1990 году он получил свой первый срок заключения, когда суд Чечено-Ингушской АССР приговорил его к двум годам за вымогательство, но в феврале 1991 года вышел на свободу по амнистии, объявленной Джохаром Дудаевым. После распада СССР он окончательно переехал в Петербург и занялся предпринимательской деятельностью, открыв первые ларьки на Московском вокзале, а также отметился конфликтом с «казанскими». Денисултанов появлялся в одном из выпусков программы Александра Невзорова «600 секунд», посвящённом серии угонов автомобилей в Петербурге: по словам Невзорова, Денисултанов принадлежал к некоей преступной группировке, а через полгода «переметнулся» в другую. Также Невзоров говорил, что Денисултанов работал переводчиком с чеченского и на чеченский во время съёмок фильма «Чистилище».
В 1998 году в составе банды он планировал похитить директора Колпинского пищевого комбината, однако преступники похитили лишь водителя директора, потребовав выкуп в размере 300 тысяч долларов. Жена похищенного обратилась в РУБОП, и правоохранители попытались арестовать «Динго» в момент передачи части выкупа, однако он протаранил автомобилем «Мерседес» две милицейские машины и скрылся. Денисултанов пытался найти убежище в Харькове, однако его депортировали оттуда, а позже экстрадировали в «Кресты». Позже Артура освободили в обмен на находившегося в чеченском плену рядового срочной службы Вооружённых сил Российской Федерации Сергея Леонтьева, похищенного в апреле 1998 года в Назрани: за выкуп Сергея отец Артура заплатил 6 тысяч долларов США. В присутствии журналистов и депутатов Госдумы Леонтьев и Денисултанов встретились со своими родителями в Петербурге. Артур, освобождённый под подписку о невыезде, попытался уехать в Чечню, однако его задержали на Казанском вокзале сотрудники ФСБ и отпустили только после вмешательства депутата Госдумы Юлия Рыбакова. В 1999 году, по словам Артура, его задержали в центре Санкт-Петербурга, привезли в отделение милиции, положили на стол автоматический пистолет Стечкина и пригрозили Артуру уголовным преследованием за незаконное хранение оружия, хотя у самого Артура оружия не было. Спасло его своевременное вмешательство друзей, которые через два часа после звонков потребовали от милиции прекратить попытки сфабриковать уголовное дело. По заявлению Денисултанова от 2001 года, в Чечне он пробыл недолго, поскольку из-за военной разрухи попросту не мог заниматься бизнесом, и вынужден был вернуться в Петербург.
В 2001 году Артур Денисултанов женился на сестре Кияма Курмакаева, гатчинского бизнесмена, и взял её фамилию, однако родственники жены стали подавать жалобы в прокуратуру, обвинив Артура и его дядю в вымогательстве, разбойном нападении, поджоге дома, угоне машины и даже убийстве Фягима Курмакаева, брата Кияма. По данному делу были осуждены трое людей, не имевших отношения к Артуру. В дальнейшем Денисултанов при вступлении в брак специально менял свою фамилию на фамилию жены, чтобы избежать уголовного преследования: в августе 2008 года он сменил свою фамилию на Цебро, а через год сменил фамилию в паспорте на Кринари. Согласно интервью 2017 года, у Артура проживало два сына в Чечне; там же жили родители, братья, сёстры и племянники. Сам он увлекался шахматами и занимался спортом, а также не курил и не пил.

## Дело об убийстве Умара Исраилова
Следующее громкое уголовное дело, в котором фигурировал Денисултанов, было связано с убийством Умара Исраилова, бывшего телохранителя главы Чеченской Республики Рамзана Кадырова. В конце 2004 года Исраилов бежал в Австрию с семьёй и запросил политическое убежище, поскольку, по его словам, его заставили в 2003 году перейти на сторону федеральных войск под пытками, которые организовала охрана действовавшего главы Чечни Ахмата Кадырова. Позже в западной прессе появился материал следующего содержания: в 2008 году Денисултанов въехал на территорию Австрии под именем Артура Курмакаева и встретился с Исраиловым. Он представился как человек Магомеда Даудова, который на тот момент был ответственным за внутреннюю безопасность Чеченской Республики, и заявил, что Даудов требовал от Исраилова возвращения в Чечню и отзыва иска в Европейский суд по правам человека по факту пыток, поданного ранее: в случае отказа Исраилову грозили смертью. Утверждалось, что Денисултанов за гонорар в 100 тысяч долларов должен был убедить Исраилова выполнить требования, а в случае провала — убить его.
10 июня 2008 года Денисултанов-Курмакаев явился в полицейский участок Вены, пересказав полицейским то же самое, что он заявил Исраилову, и добавив, что тот находится в серьёзной опасности. Выступая в департаменте полиции по защите конституции и противодействию терроризму, Денисултанов-Курмакаев, согласно материалам газеты The New York Times, заявил о наличии у Рамзана Кадырова списка из 300 представителей чеченской диаспоры, которые якобы представляли угрозу Кадырову и должны были быть уничтожены (50 из них якобы находились в Австрии). Он также запросил политическое убежище, но получил отказ, и Артура депортировали из Австрии. 13 января 2009 года Умар Исраилов был застрелен на пороге своего дома, вследствие чего Денисултанова-Курмакаева стали подозревать в совершении убийства, а в прессе и вовсе окрестили «киллером Кадырова». Артур не признавал себя виновным в убийстве Исраилова и говорил, что является не «киллером», а всего лишь «переговорщиком».
11 февраля 2009 года Артур дал интервью «Новой газете», заявив, что его показания австрийской полиции были подделаны и перевраны. В частности, в Австрию он якобы отправился в поисках своего пропавшего дяди, который оказался в лагере для беженцев, а с Исраиловым встретился всего два или три раза, который и рассказал ему про некие «списки смертников». Исраилову, со слов Артура, угрожали беглые ваххабиты, а сам Умар убил двух сотрудников ФСБ, сбежав из Чечни, однако позже выразил своё раскаяние за бегство и совершённые убийства. Объясняя своё присутствие в Австрии, Курмакаев сознался в том, что перешёл украинско-словацкую границу, дав взятку пограничнику в размере 500 евро, после чего был депортирован в лагерь беженцев и получил там временный паспорт, откуда и отправился в Австрию. Также он отверг обвинения в сотрудничестве со спецслужбами, заявив, что утверждениям Исраилова о расстрельных списках не верит. В конце концов, перед австрийским судом по делу об убийстве Исраилова предстали трое других чеченцев — Руслан Эдилов (проживал под именем Отто Кальтенбруннера), Муслим Дадаев и Турпал-Али Ешуркаев, получившие сроки от 16 лет тюрьмы до пожизненного лишения свободы. Австрийской прокуратурой был установлен только тот факт, что Денисултанов въехал под фамилией «Курмакаев» в страну.

## Дело о мошенничестве в Одинцово. Бегство на Украину
В 2010 году Денисултанов, который по паспорту уже значился как Кринари, приехал в Одинцово «вместе с немцами делать бизнес» с местными жителями, однако последние решили «поиметь денег» с него. Он утверждал, что полиция подвергала его пыткам и избивала, а когда было установлено, что к немцам Артур не имел отношения, против него возбудили уголовное дело, чтобы не отвечать за жестокое обращение. Денисултанова обвинили в мошенничестве: потерпевшей оказалась некто Людмила Никифорова, с которой Кринари якобы познакомился через брачное агентство «Высший свет», представившись как австрийский бизнесмен, а после знакомства украл у неё сумму в размере 7 миллионов рублей. Сам Артур утверждал, что ему «подсунули местную проститутку», которая и написала заявление в полицию; ему также предъявили обвинения в принуждении свидетелей к даче ложных показаний. На допросах Денисултанов утверждал, что находился на похоронах в Чечне с 24 декабря 2009 по 9 февраля 2010 года с пятидневным перерывом, и даже выразил готовность привести жителей села для подтверждения данных им показаний. Однако в марте 2011 года он был осуждён Одинцовским городским судом на восемь лет тюрьмы за кражу в особо крупных размерах. С его слов, он вышел на свободу через «полтора-два года» после того, как были установлены подлинные события; по другой версии, его освободили условно-досрочно 5 июня 2014 года. Наказание он отбывал в колонии Сегежи в 2011—2012 годах и виделся с Михаилом Ходорковским, а позже был переведён в колонию-поселение в Княжево (Волосовский район Ленинградской области), отбыв в итоге половину срока.
После освобождения Кринари возглавил московское ЗАО «Международный институт геоинформатики», которое занималось разработкой ряда продуктов (в том числе устройства «СпасМиг» для спасения из высотных зданий), однако был уволен с поста директора из-за финансовых споров: Артур утверждал, что ему угрожали возбуждением уголовного дела, а все его счета арестовали. Чтобы избежать преследований со стороны ФСБ, Артур в конце мая уехал 2015 года в Беларусь, откуда прошёл 30 километров пешком, нелегально перейдя украинско-белорусскую границу и оказавшись на Украине: в Киеве он снял квартиру в престижном районе Печерска. Через своего знакомого Артур обратился 19 августа 2015 года в Службу безопасности Украины, дав показания и предоставив свой российский паспорт. После этого его направили в миграционную службу, однако там Артуру не смогли помочь. По возвращении в СБУ ему дали указание достать украинский паспорт в Одессе и легализоваться: в Одессе он приобрёл паспорт на имя Александра Винустовича Антипова у некоего азербайджанца на Привозе за 500 долларов (выяснилось, что владелец паспорта был убит в 2001 году), после чего оформил фиктивный брак с Катериной Дакар, сменил фамилию и получил официальный документ на имя Александра Винустовича Дакара в 2016 году вместе с биометрическим паспортом и водительскими правами.
Позже Служба безопасности Украины (по одним данным, осенью 2015 года, по другим — весной 2016 года) дала ему задание выйти на связь с бывшими депутатами Государственной думы Российской Федерации Ильёй Пономарёвым и Денисом Вороненковым, чтобы выяснить, не ведут ли они некую «двойную игру». Свою подлинную личность Денисултанов не раскрывал, чтобы не нарываться на обвинения в работе на Рамзана Кадырова, о которой не было и речи. С Пономарёвым он вёл переговоры о закупке медицинского оборудования для государственного предприятия, причём Пономарёв обещал найти дешёвое оборудование и поделить прибыль, однако позже перестал выходить на связь. В феврале 2017 года он встретился последний раз с сотрудниками СБУ: они прислали ему стажёров, которых Артур Кринари учил особенностям конспирации, занимаясь с ними в кафе на углу, где обедали сотрудники СБУ. Позже ему сказали, что он может заниматься чем угодно легальным, но если Службе понадобятся услуги Артура, ему позвонят. Среди новых знакомых были депутат Верховной рады Украины Олег Ляшко и режиссёр программы «Шустер Live» Павел Елизаров.

## Покушение на Османова и Окуеву

### Перестрелка на Подоле
1 июня 2017 года Амина Окуева и Адам Осмаев находились в автомобиле Nissan Terrano по улице Кирилловской на Подоле в Киеве, когда к ним подошёл мужчина, представившийся как журналист французской газеты Le Monde Алекс Вернер. По словам Окуевой, она прежде встречалась с этим человеком трижды, и эти встречи ей крайне не нравились: «Вернер» задавал ей вопросы о коррупции на Украине и записывал видеоинтервью на смартфон. Впрочем, перед четвёртой встречей он предложил ей заключить контракт об эксклюзивном интервью, по которому Окуева и Осмаев получат 25 тысяч евро за серию интервью, и даже предлагал ей встретиться в Париже. Несмотря на то, что Осмаев был объявлен в розыск Интерполом, «Вернер» в итоге договорился с Окуевой о встрече 1 июня в консульстве Франции, где и планировалось заключить контракт. Все беседы Вернер вёл на свободном русском языке с лёгким «западным» акцентом.
Со слов Амины, на встрече на Подоле «Вернер» попросил обоих попозировать для фотографии, а также заявил, что привёз паре некий подарок: он сел в машину и предъявил чёрный полиэтиленовый пакет, откуда достал красную бархатную коробку, готовясь вручить этот подарок. Амина приготовилась заснять на видео момент вручения подарка, но в этот момент собеседник вытащил из коробки австрийский пистолет Glock 34 и выстрелил в Осмаева. В ответ на это Окуева выхватила пистолет Макарова и сделала четыре выстрела в нападающего, который выпал из автомобиля. Раненый Осмаев вылез из машины и выстрелил также несколько раз по ногам несостоявшегося убийцы. Полиция задержала нападавшего благодаря своевременной помощи от Окуевой: у него были изъяты документы на имя Дакара Александра Винустовича (укр. Дакар Олександр Вінустович), 1958 года рождения, уроженца Одессы. Однако позже следствие установило подлинное имя задержанного — Артур Абдуллаевич Денисултанов.

### Изначальные показания Кринари
На месте преступления полиция обнаружила три пистолета в машине: два пистолета Макарова, принадлежавшие Адаму и Амине, и австрийский пистолет Glock 34. На всех троих пистолетах были найдены следы ДНК Осмаева. По версии следствия, Кринари принёс «Glock», достав его из мусорного бака на одном из киевских рынков, где чинил обувь, а коробку купил в торговом центре недалеко от гостиницы «Лыбидь». Однако обувщик заявил следствию, что не помнил клиента, похожего на Кринари, а проверка показала, что в магазине не продавались подобные коробки и что такие упаковки прекратили продаваться пять лет тому назад. Один из полицейских, который был свидетелем по делу, заявил, что услышал несколько выстрелов внутри машины, когда раненый киллер уже лежал на траве. Показания полицейского подтверждали несколько человек: они утверждали, что услышали сначала несколько выстрелов подряд, потом ещё пару выстрелов, когда Денисултанова уже не было в машине, и ещё «три-четыре выстрела», которые сделал Осмаев в лежавшего на траве Артура. Сам Осмаев настаивал на том, что полиция крайне неточно описала произошедшие события.
Согласно интервью Кринари изданию «Страна.ua» от 2017 года, события 1 июня 2017 года разворачивались следующим образом. От имени журналиста Алекса Вернера взять интервью у Окуевой и Осмаева о чеченской диаспоре, о которой собирался писать книгу (прежде он выпустил книгу о чеченских войнах и о восстановлении разрушенного хозяйства в республике). Контакты Окуевой Денисултанов получил в редакции программы «Шустер Live». По его версии, Осмаев и Окуева встретились с ним у цирка и поехали к французскому консульству, а затем на Подоле сели поговорить в машину. Осмаев показал «Вернеру» коробку с пистолетом «Glock», и тот взял в его руки, но по неосторожности выстрелил, хотя Осмаев пытался выбить у Денисултанова оружие из рук. Амина же в состоянии истерики выстрелила в Артура шесть раз, пытаясь трижды попасть в затылок, а Осмаев затем выпустил ещё восемь пуль в раненого из своего пистолета Макарова. Врачи с большим трудом спасли жизнь Денисултанову: он говорил, что пришёл без оружия на встречу, а его показания мог подтвердить сотрудник безопасности Тярбей Аркания, который вызвал на место инцидента полицию и дал соответствующие показания следствию. Окуева назвала рассказ Кринари «душещипательным спектаклем одного актера», обвинив его в «откровенной лжи».
В дальнейшем Артур утверждал, что на допросах его подвергали пыткам, но давать показания он отказался наотрез, а его адвокат Алексей Крюк 10 июля 2017 года заявил, что его подопечный был признан потерпевшим в рамках нового уголовного дела, возбуждённого по факту перестрелки на Подоле. С августа 2017 года Денисултанов, по его словам, находился в списках на обмен со стороны ДНР: его отец, братья и дядьки якобы приезжали в Донецк, подав соответствующее заявление.

### После убийства Окуевой. Изменение показаний
Амина Окуева была убита 30 октября 2017 года в районе посёлка Глеваха в Киевской области, когда её автомобиль Nissan Terrano, в котором находились Амина и её муж, был обстрелян неизвестными лицами на железнодорожном переезде. В ноябре 2017 года уголовное дело по факту покушения на Окуеву и Осмаева фактически было приостановлено: причинами были не только смерть Окуевой, но и выводы экспертизы, которые не позволяли предъявить внятных доказательств виновности Денисултанова. В то же время в январе 2018 года Денисултанов в интервью изданию «Кавказ.Реалии» неожиданно заявил, что на той встрече на Подоле обратился к Адаму Осмаеву на чеченском языке с просьбой обсудить одно дело: после этого Окуева попыталась застрелить Кринари, а в машине завязалась борьба за пистолет «Глок», который принадлежал Осмаеву. На судебном заседании Шевченковского районного суда от 17 апреля 2018 года Артур Кринари сделал ещё одно заявление, сказав, что Окуеву «курировал» некий человек из Рады и что её убийство имело финансовую подоплёку: её ликвидировали «кураторы», которые присвоили чужие средства. Имя заказчика он отказался назвать, заявив, что сделает это только на территории России или любой другой европейской страны. Также он сделал несколько околополитических заявлений, пригрозив, что скоро «народ здесь выйдет с вилами» и «российские власти наведут здесь порядок», а организаторы убийства предстанут перед судом. В июне 2019 года Кринари на очередном судебном заседании сделал ещё одно заявление, обвинив Окуеву и Осмаева в работе на спецслужбы России и их причастность к убийствам журналиста Павла Шеремета и участника войны на востоке Украины, бойца чеченского добровольческого батальона Тимура Махаури (оба были взорваны в своих автомобилях).
17 октября 2019 года телеканалом «Настоящее время» были опубликованы материалы с фрагментами интервью Денисултанова, в котором содержалась абсолютно другая версия развития событий на Подоле, отчасти совпадающая с его показаниями от апреля 2018 года: эту версию он рассказал уже после смерти Окуевой. Кринари заявил, что весной 2017 года некие «авторитетные спонсоры российской оппозиции» попросили его передать предупреждение Окуевой и Осмаеву, которые якобы занимались отмыванием денег под крышей неких высокопоставленных украинских лиц. Часть поставляемых из России денег должна была пойти на поддержку украинских военизированных формирований, собранных из чеченцев, однако средства от последних трёх конвертаций в размере 2,7 млн долларов США бесследно исчезли. Кринари должен был не только добиться объяснений от Амины и Адама, но и заставить их вернуть долг. Для этого Кринари по фальшивому паспорту заселился в киевскую гостиницу «Лыбидь», а затем вышел на связь с Окуевой, изначально решив использовать легенду французского журналиста, чтобы разговорить её: от Осмаева она тщательно скрывала факт подобной схемы и накопившегося долга. В ходе разговора он упомянул про долг, и Окуева проговорилась ему о Сергее Коротких по прозвищу «Боцман» — белорусском бойце полка «Азов», который на тот момент был главой отдела охраны стратегических важных объектов МВД Украины и мог решить «любую проблему».
На состоявшейся встрече 1 июня 2017 года Денисултанов должен был решить вопрос с Окуевой и Осмаевым о передаче денег, однако неожиданно перешёл на чеченский: оба догадались о подставке, и в результате завязалась стрельба. Осмаев выстрелил в Денисултанова, который упал без сознания. Одна из пуль прошла через плечо Артура и застряла в шее возле артерии. Сам Артур уверял, что на встречу пришёл безоружным, а его следствие изначально пыталось убедить в том, что он сделал первый выстрел: наличие пистолета Glock в машине он объяснил тем, что Осмаев якобы достал его из багажника, а отпечатков Артура на оружии не было найдено. Денисултанов утверждал, что видеозаписи его встречи с Окуевой якобы попали в объективы камер видеонаблюдения гостиницы «Лыбидь», а сами беседы он также записал на телефон и хранил у себя. Прокуратуре он готов был их передать только в обмен на изменение меры пресечения, а в случае освобождения мог рассказать и о связи «Боцмана» с покушениями на Шеремета и Махаури. Мать Амины Окуевой, комментируя заявления Кринари об отмывании Аминой и её мужем денег, публично обвинила его во лжи.

## Освобождение
29 декабря 2019 года Денисултанову изменили меру пресечения, освободив его из-под стражи под личное обязательство и передав представителям ДНР в рамках процедуры обмена пленными. По одной версии, с Денисултанова якобы было взято обязательство приехать 7 апреля 2020 года в Подольский суд Киева, а неявка могла стать поводом для объявления его во всеукраинский розыск. По другой версии, с него были сняты все обвинения за трое суток до освобождения, а по словам журналистки Екатерины Сергацковой, Денисултанов собирался после попадания на территорию ДНР отправиться обратно в Россию. Утверждается, что перед своим возвращением домой Денисултанов успел принять участие в боевых действиях в составе Народной милиции ДНР.
2 января 2020 года Артур Денисултанов дал интервью порталу «Страна.ua», в котором повторил свою версию от 2019 года касательно стрельбы на Подоле, добавив несколько деталей. По его словам, операции по отмыванию денег курировали люди главы МВД Украины Арсена Авакова, а «Боцман» был посредником; на встрече 1 июня 2017 года Осмаев произвёл на Артура настолько неприятное впечатление, хвастаясь своим финансовым положением и влиянием, что Артур ненароком перешёл на чеченский и обвинил Осмаева в высокомерии, раскрыв свою личность. Также, по словам Денисултанова, оружие, из которого в него стреляли, было «переделкой» из травматического и часто давало осечки, что и спасло Денисултанову жизнь. Касательно убийства Окуевой он заявил, что его организатором был Сергей «Боцман» Коротких из полка «Азов», отметив, что его группировка была причастна к убийствам Шеремета и Махаури. По версии Денисултанова, Шеремет разузнал, что у Окуевой были контакты с лицами, подозреваемыми в убийстве Бориса Немцова, и случайно проговорился «Боцману» об этом, а тот решил избавиться от неугодных свидетелей.

## Дело о хищении суммы денег в Москве
17 марта 2022 года Денисултанов был арестован Тверским районным судом Москвы по обвинению в похищении суммы в размере 37,25 млн рублей у своего земляка Хасана Халухаева, который пытался обменять рубли на доллары США. Согласно заявлению Халухаева, работавшего технологом в одном из банков, он пытался перевести в валюту сумму в размере 32,25 млн рублей и решил воспользоваться услугами брокера Владимира Проценко, которого рекомендовали его знакомые. На встрече в банке Халухаева встретил Денисултанов, забравший сумку с деньгами под предлогом проверки денег на подлинность: потерпевший ждал до вечера, прежде чем вынужден был обратиться в полицию, а Денисултанова задержали уже на следующее утро.
На допросе Денисултанов утверждал, что ему предложили за 500 тысяч рублей выполнить функции курьера и передать сумку с неизвестной суммой денег другого человека, что он и выполнил. В ходе обыска у Денисултанова дома конфисковали сумму в размере 7 млн рублей, которые, по словам Артура, были его личными накоплениями: также он утверждал, что из этой суммы пропал почти 1 млн рублей. 15 февраля 2023 года Тверской районный суд признал Денисултанова виновным в особо крупном мошенничестве (часть 4 статья 159 УК РФ) и приговорил его к 6 годам лишения свободы с отбыванием наказания в колонии общего режима, а также к штрафу в размере 200 тысяч рублей. При вынесении приговора суд учёл ряд смягчающих факторов, среди которых было участие Денисултанова в боевых действиях и его ослабленное здоровье. Владимир Проценко, которого следствие рассматривало как пособника Денисултанова, также был признан виновным в особо крупном мошенничестве и приговорён к 6 годам тюрьмы и штрафу в размере 200 тысяч рублей, но с отбыванием наказания в колонии строгого режима.

## В культуре
- В 2001 году Денисултанов вместе с Денисом Терентьевым выпустил книгу «Клятва на Коране. Судьба чеченца»: Артур стал прототипом главного героя, которого также звали «Артуром Д.» и который носил с собой пистолет марки Glock[7][10].
- В романе Андрея Константинова «Бандитский Петербург. 25 лет спустя» упоминается, что Денисултанов входил в некую чеченскую преступную группировку Джапара Улхаева, участники которой обвинялись убийствах, похищениях людей и вымогательстве. Константинов писал, что Денисултанов нередко появлялся на телеэкранах и, по иронии судьбы, рассказывал о важности борьбы против организованной преступности[7].